# 루스 베이더 긴즈버그 : 나는 반대한다
《루스 베이더 긴즈버그: 나는 반대한다》(영어: RBG)는 벳시 웨스트와 줄리 코헨이 감독하고 제작한 2018년 미국 다큐멘터리 영화로 샌드라 데이 오코너 이후 사상 두 번째로 미국 대법원 여성 대법관으로 임명된 루스 베이더 긴즈버그의 생애를 다룬다.  2018년 선댄스 영화제에서 공개된 후 2018년 5월 4일 미국에서 개봉했다. 

## 줄거리
이 영화는 뉴욕 브루클린에서 태어나 법대 교수로 재직하고 지미 카터 대통령에 의해 워싱턴 D.C 연방항소법원 판사로 임명된 후, 빌 클린턴 대통령에 의해 대법관으로 임명되기까지의 여정을 다룬다. 

## 출연

### 주연
- 루스 베이더 긴즈버그

## 제작 과정
줄리 코헨(Julie Cohen)과 베시 웨스트(Betsy West) 감독은 과거에 긴즈버그와 관련된 프로젝트에 참여한 경험이 있었고, 2015년 긴즈버그를 주제로 하는 다큐멘터리를 만들기로 결심했다. 2016년, 두 감독은 시카고와 워싱턴 DC 등 다양한 행사와 연설에 참석한 긴즈버그를 총 20시간 따라다녔고, 2017년에는 대면 인터뷰를 진행했다.